# Neon (álbum de Jay Sean)
Neon é o quarto álbum de estúdio do cantor britânico de R&B Jay Sean, lançado em 30 de julho de 2013 pela Cash Money Records e distribuído pela Republic Records. O estilo do álbum é uma mistura de R&B e música pop, e conta com participações de Busta Rhymes, Ace Hood e Rick Ross.

## Recepção

### Recepção crítica
| Críticas profissionais | Críticas profissionais |
| Avaliações da crítica  | Avaliações da crítica  |
| Fonte                  | Avaliação              |
| ---------------------- | ---------------------- |
| Allmusic               | 3 de 5 estrelas.       |

Após o lançamento de Neon, o álbum dividiu as opiniões dos críticos de música. Fred Thomas, da Allmusic, deu ao álbum três de cinco estrelas, dizendo: "Grande parte de Neon faz parecer que Sean e sua equipe de produção estão em busca de um sucesso, tentando a sorte com tudo, desde pop açucarado até batidas genéricas de boate, e até mesmo uma faixa com influência de reggae, "Sucka for You". Como alguém cujo sucesso veio principalmente de singles, Jay Sean não consegue entregar nada tão carismático quanto seus maiores sucessos em Neon, deixando o álbum com uma sensação amplamente monótona.".

## Faixas
| N.º            | Título                                             | Compositor(es)                                                                         | Duração |  |
| 1.             | "Neon"                                             | Jay Sean, Jeremy Skaller, Khaled Rohaim, Jamil Chammas, Justin Lucas, Ameerah Roelants | 3:38    |  |
| 2.             | "Luckiest Man"                                     | Sean, Nasri Atweh, Skaller, Robert Larow, Rohaim                                       | 3:23    |  |
| 3.             | "Words"                                            | Sean, Skaller, Jared Cotter, Larow, Rohaim, Anthony Hannides, M. Hannides              | 4:27    |  |
| 4.             | "Where You Are"                                    | Sean, Skaller, Rohaim, Cotter, Roelants, Jon Perkins                                   | 3:12    |  |
| 5.             | "Guns n Roses"                                     | Sean, Brian Seals, Dwayne Whitmore                                                     | 3:34    |  |
| 6.             | "Mars" (com participação de Rick Ross)             | Sean, Cotter, A. Hannides, M. Hannides, Skaller, Rohaim, Robert Williams, Larow        | 3:12    |  |
| 7.             | "Miss Popular"                                     | Sean, Skaller, Larow, Rohaim, Sam Hook                                                 | 4:24    |  |
| 8.             | "Close to You"                                     | Sean, Cotter, A. Hannides, M. Hannides, Rohaim, Skaller                                | 3:46    |  |
| 9.             | "Deep End"                                         | Sean, Cotter, Skaller, Rohaim                                                          | 3:31    |  |
| 10.            | "Worth It All"                                     | Sean, Skaller, Whitemore, Rohaim                                                       | 3:32    |  |
| 11.            | "Passenger Side"                                   | Sean, Skaller, Rohaim, Larow                                                           | 3:12    |  |
| 12.            | "All on Your Body" (com participação de Ace Hood)  | Sean, Timothy Thomas, Theron Thomas, Rohaim, Skaller, Antoine McColister               | 2:49    |  |
| 13.            | "Break of Dawn" (com participação de Busta Rhymes) | Sean, Timothy Thomas, Nic Martin, Skaller, Trevor Smith, Jr.                           | 2:54    |  |
| 14.            | "Sucka for You"                                    | Sean, Dwayne Chin-Quee, Cotter, Skaller                                                | 3:04    |  |
| 15.            | "Universe"                                         | Sean, Jeremy Most                                                                      | 4:12    |  |
| Duração total: | Duração total:                                     | Duração total:                                                                         | 48:37   |  |

| India edição Bonus Track |                          |         |  |
| N.º                      | Título                   | Duração |  |
| 15.                      | "Back To Love (Aaja Re)" | 4:38    |  |

| Japão edição Bonus Track |                                                             |         |  |
| N.º                      | Título                                                      | Duração |  |
| 15.                      | "So High"                                                   | 03:40   |  |
| 16.                      | "2012 (It Ain't the End)" (com participação de Nicki Minaj) | 03:42   |  |
| 17.                      | "I'm All Yours" (com participação de Pitbull)               | 03:38   |  |